# Wild Horse Hank
Pour plus de détails, voir Fiche technique et Distribution.
Wild Horse Hank est un film canadien réalisé par Eric Till. Tourné en 1979, il n'est diffusé pour la première fois qu'en 1982 à la télévision sur NBC.
Adaptation du roman The Wild Horse Killers de Mel Ellis, il raconte l'histoire d'une jeune cow-girl indépendante (Linda Blair) qui tente de sauver un troupeau de chevaux sauvages de bandits locaux qui ont l'intention de les capturer et de les vendre pour leur viande. Malheureusement, le territoire fédéral le plus proche où les chevaux seront en sécurité se trouve à presque 250 kilomètres de là, au-delà de badlands et de montagnes.

## Synopsis
Hank (Linda Blair), brave cow-girl indépendante vivant entourée de chevaux depuis toujours, tombe un jour sur des chasseurs de chevaux qui rassemblent un troupeau de mustangs afin de les vendre pour leur viande. Elle les suit discrètement jusqu'en ville et parvient à libérer les canassons. Si elle veut les mettre à l'abri définitivement, elle doit les conduire dans une aire fédérale protégée, mais la plus proche est située au-delà d'un désert, d'une rivière et d'une chaîne de montagnes, à presque 250 kilomètres de là.
Pace, le père de Hank (Richard Crenna), s'oppose à son projet de conduire les chevaux, mais accepte finalement de la laisser partir. Elle commence son aventure en direction de la réserve de Rantan, mais le voyage épique se transforme bientôt en un concours de volontés avec les braconniers, qui tentent de déjouer Hank autant que possible.

## Fiche technique
- Titre original : Wild Horse Hank
- Réalisation : Eric Till
- Scénario : James Lee Barret, d'après le roman The Wild Horse Killers de Mel Ellis
- Musique : Brenda Hoffert et Paul Hoffert (en)
- Photographie : Richard Leiterman (en)
- Montage : George Appleby (en)
- Production : Bill Marshall (en) et Henk Van der Kolk (en)
- Société de production : Film Consortium of Canada
- Société de distribution : NBC (première à la télévision)
- Pays de production :  Canada
- Langue originale : anglais
- Format : couleur
- Genre : aventures
- Durée : 96 minutes
- Dates de sortie : 1979

## Distribution
- Linda Blair : Hank Bradford
- Michael Wincott : Charlie Connors
- Richard Crenna : Pace Bradford
- Al Waxman : Jay Conors
- Lloyd Berry : le contremaître
- Richard Fitzpatrick : Clay
- Barbara Gordon (en) : Marlene Connors
- Helen Hughes (en) : Mme Webley
- Stephen E. Miller : Harper
- James D. Morris : le shérif Walter Mack
- Richard J. Reynolds : Rankin

## Production
Le film a été tourné dans la province de l'Alberta au parc provincial Dinosaur et au parc national des Lacs-Waterton d'août à octobre 1978 mais n'est diffusé pour la première fois qu'en 1982 à la télévision sur NBC. Il est également connu aux États-Unis sous les titres alternatifs Hard Ride Hank, Hard Ride to Rantan, et Long Shot.

## DVD
Wild Horse Hank sort en DVD le 16 septembre 2008 pour la première fois.